# Tvořihráz
Tvořihráz (in tedesco Durchlass) è un comune della Repubblica Ceca facente parte del distretto di Znojmo, in Moravia Meridionale.